# Шерешевский район
Шерешевский район (бел. Шарашоўскі раён) — административно-территориальная единица в Белорусской ССР в 1940—1956 годах, входившая в Брестскую область.
Шерешевский район с центром в деревне Шерешево был образован в Брестской области 15 января 1940 года, в октябре установлено деление на 10 сельсоветов. В 1944—1945 годах часть территории района была передана Польше в рамках демаркации белорусско-польской границы. 16 июля 1954 года пересмотрено деление района на сельсоветы — три сельсовета упразднены, один образован. 17 декабря 1956 года район был упразднён, а его территория присоединена к Пружанскому району Брестской области.

## Сельсоветы
1940—1954
- Бродский;
- Котренский;
- Криницкий;
- Муравский;
- Попелевский;
- Ровбицкий;
- Старовольский;
- Сухопольский;
- Щерчевский;
- Яловский.

1954—1956
- Бакунский;
- Бродский;
- Криницкий;
- Попелевский;
- Ровбицкий;
- Старовольский;
- Сухопольский;
- Щерчевский.